# ناصر نجمی
ناصر نجمی (۱۲۹۷ – ۱۰ خرداد ۱۳۸۲) نویسنده و مترجم اهل ایران و عضو شورای نویسندگانِ وزارت تبلیغات و رادیو بود. نجمی از سال‌های آغازین تأسیس تلویزیون در ایران به سخنرانی‌های تاریخی و سیاسی در آن‌ها مشغول بود و این کار را تا واپسین سال‌های عُمر با برنامهٔ تاریخ معاصر ایران ادامه داد.

## کودکی و نوجوانی
ناصر نجمی در محلهٔ سنگلج تهران به دنیا آمد. پدرش را که علاوه بر خانه‌های ریز و درشتِ تهران در دهستانِ نجم‌آبادِ ساوجبلاغ هم مزرعه و باغات داشت «نجم‌آبادی» می‌خوانند که بعدها به «نجمی» بدل شد و مادرش دختر افسری سرشناس در ژاندارمریِ کلنل محمدتقی‌خان پسیان بود.
ناصر نجمی در کتاب حوادث تاریخی ایران از شهریور ۲۰ تا ۲۸ مرداد ۱۳۳۲ (خاطرات سیاسی نویسنده) دربارهٔ کودکی‌اش می‌نویسد:
«نزدیکی‌های گذر شیخ فضل‌الله مکتب‌خانه‌ای بود که ملایی از ملایانِ مکتب‌دارِ محله آن را می‌چرخانید و سیاه‌چالی در زیر اتاق درس تعبیه کرده بود که گاه‌وبیگاه بچه‌ها را برای بد نوشتن سیاه‌مشق و نصاب و سیاق در آن می‌افکند. من هم ابتدا در همین مکتب‌خانه درس می‌خواندم که از ترس سیاه‌چالِ ملا، گریه‌کنان، با قلم‌دوشِ نوکرمان صبح‌ها به مکتب‌خانه می‌رفتم و بفهمی نفهمی درس و مشقی می‌خواندم و کاغذها را با قلم‌نی و مُرکب، سیاه می‌کردم.»
ناصر پس از پایان دورهٔ ابتدایی، برای دورهٔ متوسطه وارد «مدرسه اسلام» در خیابان وحدت‌اسلامی کنونی در بازارچهٔ حاج‌مهراب شد که مدیرش آخوندی اهل کتاب به‌نام «شیخ حسین خرمی» بود. شیخ حسین چکیدهٔ مطالعات‌اش را کنار درس‌ها با شاگردان در میان می‌گذاشت. در ۱۶ سالگی برای نخستین‌بار مطلب فُکاهی‌اش در نشریهٔ «توفیق» به چاپ رسید و در ۱۸ سالگی نخستین ترجمه‌اش را با عنوان «ببر فرانسه، ژرژ کلمانسو نخست‌وزیرِ فرانسه در جنگ اول بین‌الملل» منتشر کرد
پس از پایان دورهٔ دبیرستان در رشتهٔ «تاریخ و جغرافیا» وارد دانش‌سرای عالی شد که در آن زمان کسانی چون محمّدتقی بهار، عباس اقبال آشتیانی، غلام‌حسین صدیقی، نصرالله فلسفی و علی‌اکبر سیاسی در آن تدریس می‌کردند. او از همین سال‌ها اندک اندک به تاریخ ایران و جهان علاقه‌مند شد. تعدد تألیفات او در موضوعات «تهران» و «ایران» نشان‌گر دل‌بستگیِ او به این دو است.
در این دوره پاتوق وی دانشکده معقول و منقول (دانشکده الهیات) بود، او با کسانی چون «مرتضی مدرسی چهاردهی» و «جواد فاضل» که بعدها نویسندگانی سرشناس شدند هم‌کلاس بود. ناصر نجمی در دانشکده از اساتیدی چون فاضل تونی، بدیع‌الزمان فروزان‌فر، حسین الهی قمشه‌ای، بهمنیار و سید محمد مشکات بهره بُرد.

## تحرکات سیاسی
در ۳ شهریور ۱۳۲۰ و اشغال ایران به‌دست نیروهای متفقین ناصر متأثر از آنچه در خیابان‌ها دیده بود به خانه آمد و ماجرا را با پدر ۸۰ ساله‌اش در میان گذاشت. پدرش در پاسخ گفت: تفنگ‌های شکاری‌تان را بردارید، از روس‌ها و انگلیس‌ها هرچه می‌توانید بکشید و به کوه بزنید. تحت تأثیر این گفتگو ناصر نجمی گروهی مسلح و زیرزمینی تشکیل داد. وی سال‌های بعد با محمد مصدق و نهضت مقاومت ملی ارتباط داشت. ناصر نجمی در ماجرای ملی شدن نفت به انتخاب محمد مصدق عضو هیئتِ خلع ید از شرکت نفت جنوب بود.
پس از ائتلاف «حزب ایران»، «حزب توده ایران» و «فرقه دموکرات آذربایجان» افرادی که با این ائتلاف مخالف بودند دست به تأسیس «حزب وحدت ایران» زدند. ناصر نجمی به همراه هادی اشتری، محمّدتقی بهار، ناصر اعتمادی، حسن نزیه و حسن افشار از اعضای شورای عالی این حزب بودند. ارگان «حزب وحدت ایران» روزنامه شفق بود.
در سال ۱۳۸۱ ناصر نجمی در گفتگویی به مناسبت چاپ کتاب‌اش «وثوق‌الدوله و قرارداد ننگین ۱۹۱۹» به روزنامهٔ ایران دربارهٔ خودش می‌گوید: «اولین‌بار من دکتر مصدق را به میدان بهارستان آوردم و در دفتر روزنامه میکروفون گذاشتم تا برای جمعیت سخنرانی کند. حسین فاطمی، کریم سنجابی و علی شایگان نیز حضور داشتند و از من می‌خواستند فرصتی در اختیارشان بگذارم تا صحبت کنند. می‌خواهم بگویم که در خیلی از موارد شاهد زندهٔ رویدادهای تاریخ معاصر ایران بوده‌ام و بطور مستند در کتاب دیگرم «از سیدضیاء تا بازرگان» این مسائل را نوشته‌ام»

## کتاب‌ها
ببر فرانسه، ژرژ کلمانسو نخست‌وزیرِ فرانسه در جنگ اول بین‌الملل
دانتن، بزرگ‌ترین قهرمان انقلاب کبیر فرانسه
امواج خون‌آلود
یادداشت‌های محرمانهٔ ادوراد براون
معشوقه هیتلر
عباس‌میرزا نایب‌السلطنه
شیرمرد سیستان (یعقوب لیث)
شعله جاویدان
رابعه دختر کعب
مازیار
طهران عصر ناصری
ایران در میان توفان
بانوی دیلمان (سیده ملک‌خاتون)
حماسه شجاعان
پاسداران ایران‌زمین
سرزمین جاویدان
مبارز بزرگ: مصدق-مدرس
طهران در یک قرن پیش
نهضت سرخ علم‌های مازندران
انقلاب کبیر فرانسه
فرمان‌روای اَلموت
مولانا (جلال‌الدین رومی)
آریوبرزن: آخرین سردار هخامنشی مدافع دلاور تخت جمشید
چهره امیر: کاوشی در تاریخ سیاسی و اجتماعی ایران در دوره امیرکبیر
حوادث تاریخی ایران از شهریور ۲۰ تا ۲۸ مرداد ۱۳۳۲ (خاطرات سیاسی نویسنده)
با دکتر مصدق و دکتر فاطمی
بازیگران سیاسی عصر رضاشاهی و محمدرضاشاهی (نشر انیشتین، ۱۳۷۳، تهران)
از سیدضیاء تا بختیار
وثوق‌الدوله و قرارداد ننگین ۱۹۱۹
دارالخلافهٔ طهران ۱۳۴۸
واسموس در میان دلاوران تنگستانی و قشقایی

## سِمت‌ها
ناصر نجمی پیش از بهمن ۱۳۵۷ «مدیر کل روابط عمومی وزارت کشور» بود و پیش از این‌ها نیز به مقامِ «اُستانداری بوشهر» و «اُستانداری کهگیلویه و بویراحمد» رسیده بود.